# Miltscho Makendschiew
Miltscho Makendschiew (bulgarisch Милчо Макенджиев; auch Milcho Makendzhiev geschrieben; * 31. Oktober 1989 in Petritsch) ist ein ehemaliger bulgarischer Fußballspieler, seine Position ist die Abwehr.

## Karriere
Makendschiew begann seine Karriere bei Pirin 2001. Im August 2007 wurde er zu einem Probetraining bei Ascoli Calcio in Italien eingeladen. In der Saison 2007/08 spielte er in den Jugendmannschaften Ascolis. 2008 wechselte er dann noch für vier Monate zu US Gavorrano in die vierte italienische Liga. Im Juni 2008 kehrte er nach Bulgarien zu Lokomotive Mesdra zurück. Mit dem Aufsteiger sicherte er sich in der Saison 2008/09 den Klassenverbleib. Anfang 2010 wechselte er zu PFK Nessebar in die B Grupa. Ein Jahr später verpflichtete ihn OFK Sliwen 2000, mit dem er am Ende der Spielzeit 2010/11 aus der A Grupa absteigen musste. Anschließend schloss er sich dem FK Etar 1924 an.
Miltscho Makendschiew war U19- und U21-Nationalspieler Bulgariens. Er nahm unter anderem an der U-19-Fußball-Europameisterschaft 2008 in Tschechien teil.